# Wskrzeszanie wymarłych gatunków
Wskrzeszanie wymarłych gatunków (ang. De-extinction) – odtwarzanie zwierząt wymarłego gatunku, przeprowadzane metodą ich klonowania z zachowanego materiału genetycznego. Naukowcy podejmowali próby odtworzenia żołądkoroda południowoqueenslandzkiego, płaza bezogonowego z rodziny żółwinkowatych, który wymarł około 1983 roku. Próba ta nie powiodła się, podobnie jak i przeprowadzona w 2003 roku próba klonowania Capra pyrenaica pyrenaica – wymarłego podgatunku koziorożca pirenejskiego.

## Etapy wskrzeszenia wilka strasznego
W kwietniu 2025 amerykańska firma biotechnologiczna Colossal Biosciences ogłosiła wskrzeszenie Aenocyon dirus (wilka strasznego), podając daty narodzin trzech osobników: 1 października 2024 – Remus i Romulus (płci męskiej) oraz 30 stycznia 2025 – Khaleesi (płci żeńskiej). Firma opublikowała jak przebiegał proces ożywiania wilka strasznego:
1. Pobranie kwasu deoksyrybonukleinowego (DNA) z komórek progenitorowych śródbłonka (EPC) z krwi żywego wilka szarego, najbliższego krewnego wilka strasznego.
2. Zsekwencjonowanie uzyskanego DNA.
3. Analiza DNA wyizolowanego z zachowanego zęba (liczącego sobie ok. 13 000 lat) i kosteczki słuchowej (którą szacuje się na ok. 72 000 lat) wilka strasznego.
4. Porównanie genomu wymarłego wilka strasznego z genomem wilka szarego.
5. Użycie metody CRISPR/Cas w celu dokonania 20 edycji w 14 genach w genomie wilka szarego, tak aby zaskutkowało to pojawieniem się cech typowych dla wilka strasznego, np. białego futra, dużo większego rozmiaru ciała, mocniejszych barków, szerszej głowy, lepiej umięśnionych nóg, większej szczęki i charakterystycznej wokalizacji.
6. Wprowadzenie jądra komórkowego z tak zmodyfikowanym diploidalnym zestawem chromosomów do komórki jajowej wilka szarego, z której wcześniej usunięto jądro komórkowe.
7. Pobudzenie komórki jajowej do podziałów – powstanie zarodka.
8. Wszczepienie zarodka do macicy matki zastępczej, którą była w tym wypadku samica psa domowego.
9. Narodziny szczeniaka wilka strasznego.

Wszystkie trzy szczeniaki przyszły na świat w wyniku cesarskiego cięcia, aby zminimalizować ryzyko powikłań porodowych. Po kilku dniach spędzonych z jedną z surogatek, która została wybrana do karmienia, szczeniaki zostały odizolowane i spędzą całe swoje życie w strzeżonym rezerwacie. Colossal Biosciences podkreśla, że zostały wychowane przez ludzi i nie będą wypuszczone na wolność.
Niektórzy naukowcy (np. zoolog Philip Seddon z Uniwersytetu Otago w Nowej Zelandii, lub paleontolog Nic Rawlence z tego samego uniwersytetu) kwestionują zwrot „wskrzeszony wilk straszny”, uważając „genetycznie zmodyfikowany wilk szary”, lub „hybryda” za stosowniejszy, jako że do stworzenia tych osobników nie zostało bezpośrednio użyte oryginalne DNA, wyizolowane z próbek kopalnych. Posłużono się metodą edycji genów.
Kolejne projekty firmy Colossal Biosciences to: dodo, wilk tasmański i mamut.